# Progetti di aggregazione di comuni al Trentino-Alto Adige
Nel 2003 un'associazione di 47 comuni della Lombardia e del Veneto richiamò all'attenzione nazionale e delle rispettive istituzioni regionali, la questione riguardante il malcontento di alcuni comuni di montagna siti nelle rispettive due regioni; asseritamente privi di finanziamenti pubblici e agevolazioni fiscali comparabili con quelli appartenenti alle Province autonome di Trento e Bolzano. La vicenda si è evoluta in un numero di progetti di aggregazione di comuni al Trentino-Alto Adige.
Tra il 2005 e il 2014 sono stati quindi svolti referendum per l'aggregazione alla regione Trentino-Alto Adige in 27 comuni confinanti la regione (25 veneti e 2 lombardi). L'iter di aggregazione alla regione non è ancora stato completato per nessuno dei comuni in cui il referendum ha avuto successo.

## Storia
Il Parlamento italiano per attenuare le richieste degli enti locali, nel dicembre 2005, approvò, con un provvedimento della legge finanziaria, lo stanziamento di 10 milioni di euro ai comuni delle province di Sondrio, Brescia, Verona, Belluno e Vicenza confinanti con le due Province autonome.
Tra l'ottobre 2005 e il marzo 2008, i due comuni bellunesi di Lamon e Sovramonte, quello vicentino di Pedemonte e gli otto comuni dell'Altopiano di Asiago, tramite referendum approvato dalla popolazione, hanno chiesto l'aggregazione al Trentino. I comuni bellunesi di Cortina d'Ampezzo, Colle Santa Lucia e Livinallongo del Col di Lana hanno chiesto l'aggregazione con l'Alto Adige con referendum nel 2007.
Successivamente anche due comuni bresciani, Magasa e Valvestino, rivendicando un'appartenenza storica al Trentino, con una consultazione popolare indetta nel settembre 2008 esprimevano il loro consenso all'aggregazione. Ulteriori comuni veneti hanno svolto referendum sull'aggregazione alla regione Trentino-Alto Adige tra il 2013 e il 2014; di questi referendum quelli dei comuni di Taibon Agordino e Voltago Agordino hanno avuto riscontro positivo per la richiesta di passaggio di regione.
È da precisare inoltre referendum per il distacco-aggregazione è approvato se vota a favore la maggioranza degli aventi diritto. Il corpo elettorale comprende sia i cittadini residenti in Italia sia quelli residenti all'estero registrati all'AIRE. In molti comuni montani, come quelli della Provincia di Belluno, è rilevata un'alta percentuale di italiani residenti all'estero, e se questi non rientrano in Italia per votare, ciò può riflettersi negativamente sull'esito del referendum perché la maggioranza è calcolata sul totale degli elettori e non su quello dei partecipanti alla consultazione.

### I comuni di Lamon e Sovramonte
Il comune di Lamon fu il primo a chiedere l'aggregazione al Trentino, nonostante non ne avesse mai fatto parte, in virtù di una stretta comunanza di carattere storico, geografico e culturale con le comunità di Tesino e Primiero nonché in virtù della distribuzione dei servizi.
Nel 2005 si svolse il referendum che, con il 57,26% di Sì rispetto agli aventi diritto, votò per l'aggregazione al Trentino.
L'anno successivo il Consiglio regionale del Trentino-Alto Adige, prima di pronunciare il proprio obbligatorio parere, volle sentire il parere facoltativo dei due consigli provinciali e il Consiglio della Provincia autonoma di Bolzano espresse a stragrande maggioranza parere negativo benché l'aggregazione riguardasse la Provincia autonoma di Trento, sicché anche il Consiglio regionale espresse poi parere negativo.
L'iter per l'aggregazione del comune al Trentino-Alto Adige è stato ripreso nel 2012 alla Camera dei deputati, a fine XVI legislatura, dove però la legge costituzionale per l'aggregazione venne rimessa in commissione per poi decadere con la fine della legislatura.
Anche nel comune di Sovramonte si è votato, con esito favorevole, il referendum per l'aggregazione al Trentino-Alto Adige nell'ottobre 2006, un anno dopo il confinante Lamon. L'iter per il distacco-aggregazione di Sovramonte non è stato completato.

### L'Altopiano di Asiago
Gli attuali sette comuni dell'Altopiano di Asiago furono costituiti per secoli (dal 1310 al 1807) in entità autonoma - che nel 1405 entrò a far parte volenterosamente nella Repubblica di Venezia - denominata "Federazione dei Sette Comuni". La popolazione della federazione all'epoca era composta prevalentemente da gente parlante lingua cimbra. Questa entità autonoma occupava stabilmente anche un vasto territorio attualmente compreso nel Trentino, dato che i confini riconosciuti arrivavano al lato sud del corso del fiume Brenta, in Valsugana. I comuni dell'altipiano furono annessi all'Italia nel 1866 e ricompresi dal 1948 nella regione Veneto.
I comuni chiamati a referendum, ad esito unificato, sull'aggregazione al Trentino sono stati Asiago, Conco, Enego, Foza, Gallio, Lusiana, Roana e Rotzo. I comuni dell'Altopiano hanno votato nel 2007 a maggioranza assoluta per l'aggregazione al Trentino, tuttavia anche in questo caso, il Consiglio provinciale di Bolzano ha espresso parere negativo all'aggregazione dei comuni dell'altopiano di Asiago alla regione Trentino-Alto Adige.
Di tutti i comuni che hanno richiesto, a seguito di referendum con esito positivo, l'aggregazione alla regione tra il 2005 e il 2014 il comune di Asiago è quello con popolazione maggiore (6.543 residenti nel 2007). 
Due comuni dell'Altipiano, Lusiana e Conco, si sono successivamente fusi, il 20 febbraio 2019, istituendo il nuovo comune di Lusiana Conco a seguito di referendum in cui il 62,5% dei votanti si è espresso a favore della fusione.

### La Ladinia bellunese
I comuni di Ampezzo, Livinallongo e Colle Santa Lucia furono separati dal resto del Trentino-Alto Adige e aggregati alla provincia di Belluno nel 1923 con il regio decreto 21 gennaio 1923, n. 93 che istituiva anche la provincia di Trento.
Cortina d'Ampezzo, Livinallongo del Col di Lana e Colle Santa Lucia hanno votato nel referendum, ad esito unificato, indetto per il 25 ottobre 2007 a favore dell'aggregazione alla regione Trentino-Alto Adige. La richiesta dell'aggregazione è stata accolta favorevolmente da parte della Provincia autonoma di Bolzano e dalle istituzioni regionali ma l'iter per il distacco-aggregazione non ha avuto seguito dopo il referendum nonostante la proposta di legge costituzionale per il distacco fosse stata proposta più volte in Parlamento.

### Il comune di Pedemonte

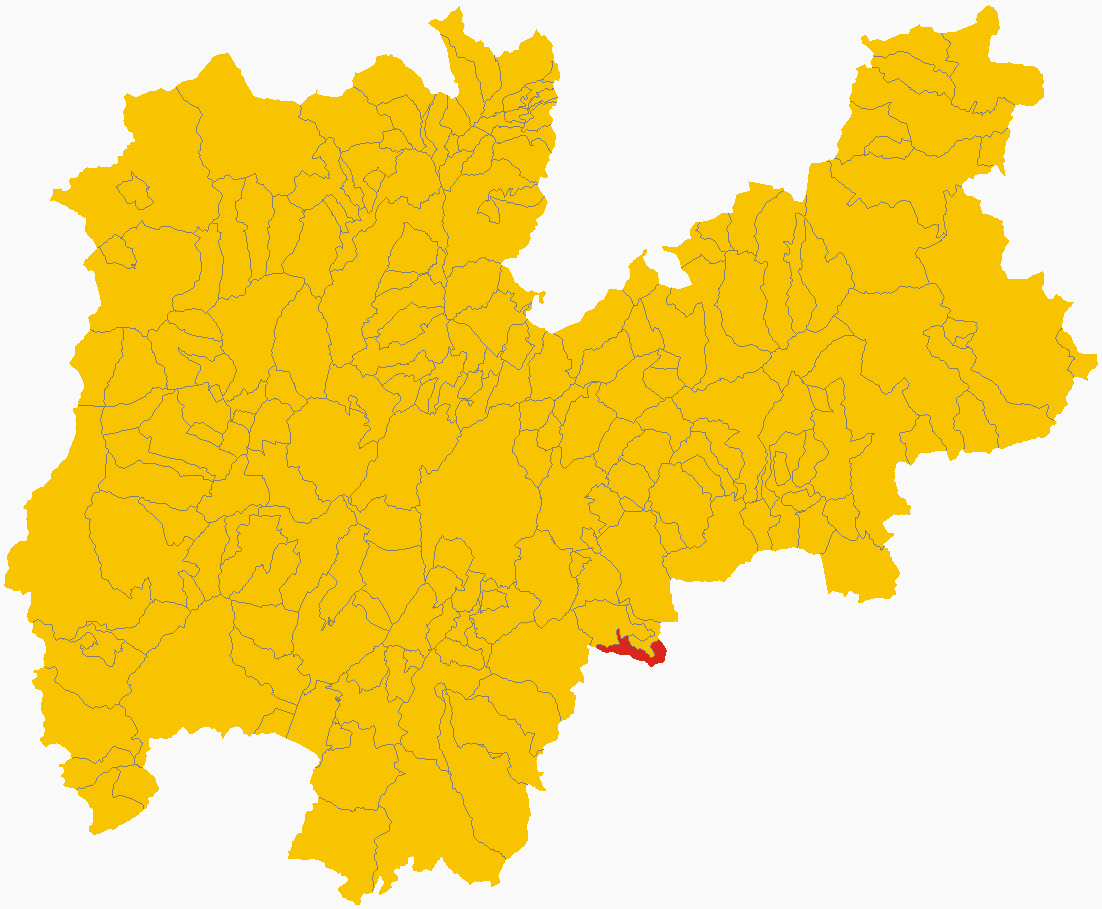
Eventuale posizione del comune di Pedemonte nella Provincia autonoma di Trento

I comuni di Pedemonte e Casotto fecero parte del Principato vescovile di Trento, della Contea del Tirolo e poi della Provincia di Trento, ad essi succeduta, ininterrottamente dal 1535 al 1929 quando vennero staccati dal Trentino e trasferiti alla Provincia di Vicenza. Il comune di Casotto venne aggregato nel 1940 al nuovo comune di Valdastico da cui si è separato e unito al comune di Pedemonte con legge regionale 31 maggio 1980, n. 81 a seguito di referendum nello stesso anno. La consultazione ha visto 116 voti favorevoli e 21 contrari all'unione con Pedemonte ed un'affluenza dell'80,8%.
Relativamente agli immobili il comune deve a tutt'oggi far capo e riferimento agli uffici catastali di Trento.
Nel 2008 a maggioranza assoluta degli aventi diritto gli elettori del comune di Pedemonte approvarono con referendum l'aggregazione alla Provincia autonoma di Trento. Il successivo 18 maggio 2010 il Consiglio regionale del Trentino-Alto Adige diede l'obbligatorio parere favorevole all'aggregazione.
L'iter per l'aggregazione del comune al Trentino-Alto Adige non è stato completato. Il passaggio di regione è stato però nuovamente richiesto nel corso degli anni da parte del comune di Pedemonte che assieme a Magasa e Valvestino hanno riscontrato pareri favorevoli all'aggregazione da parte delle istituzioni della Provincia autonoma di Trento.

### I comuni di Magasa e Valvestino

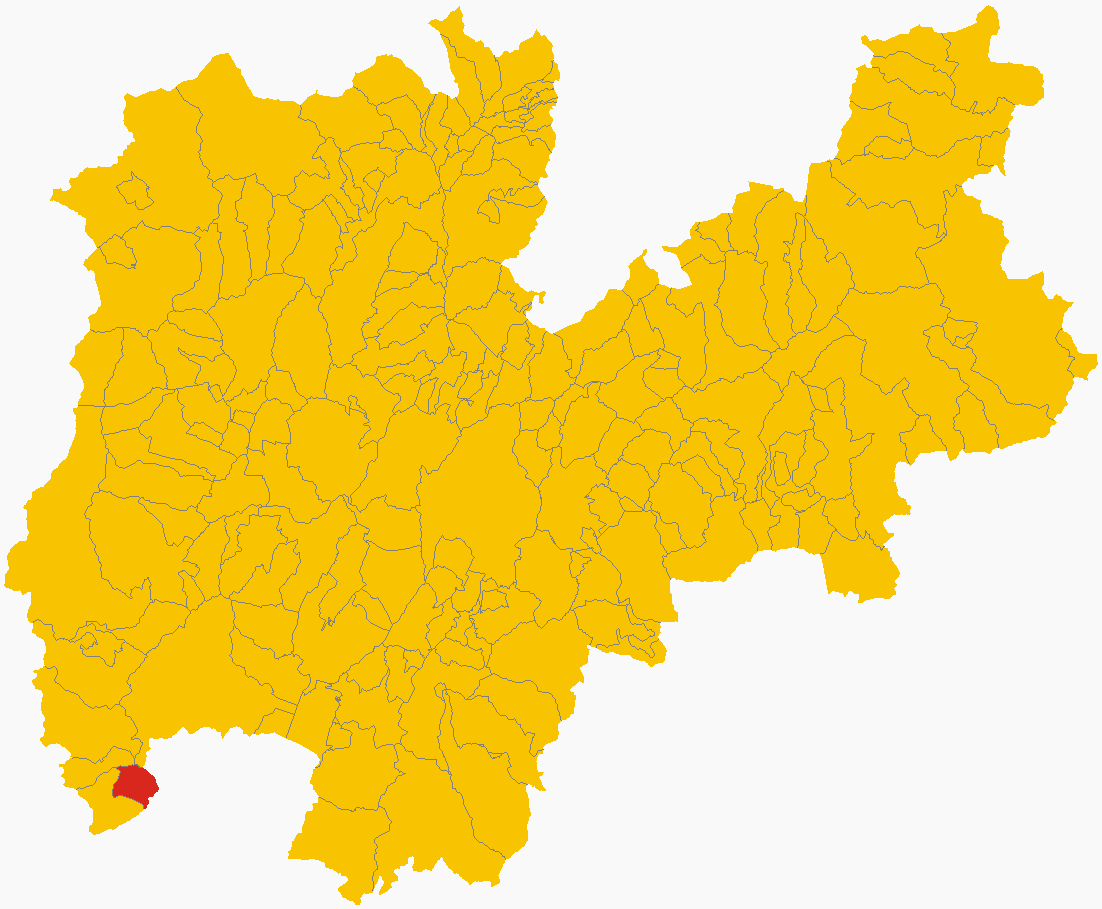
Eventuale posizione del comune di Magasa nella Provincia autonoma di Trento

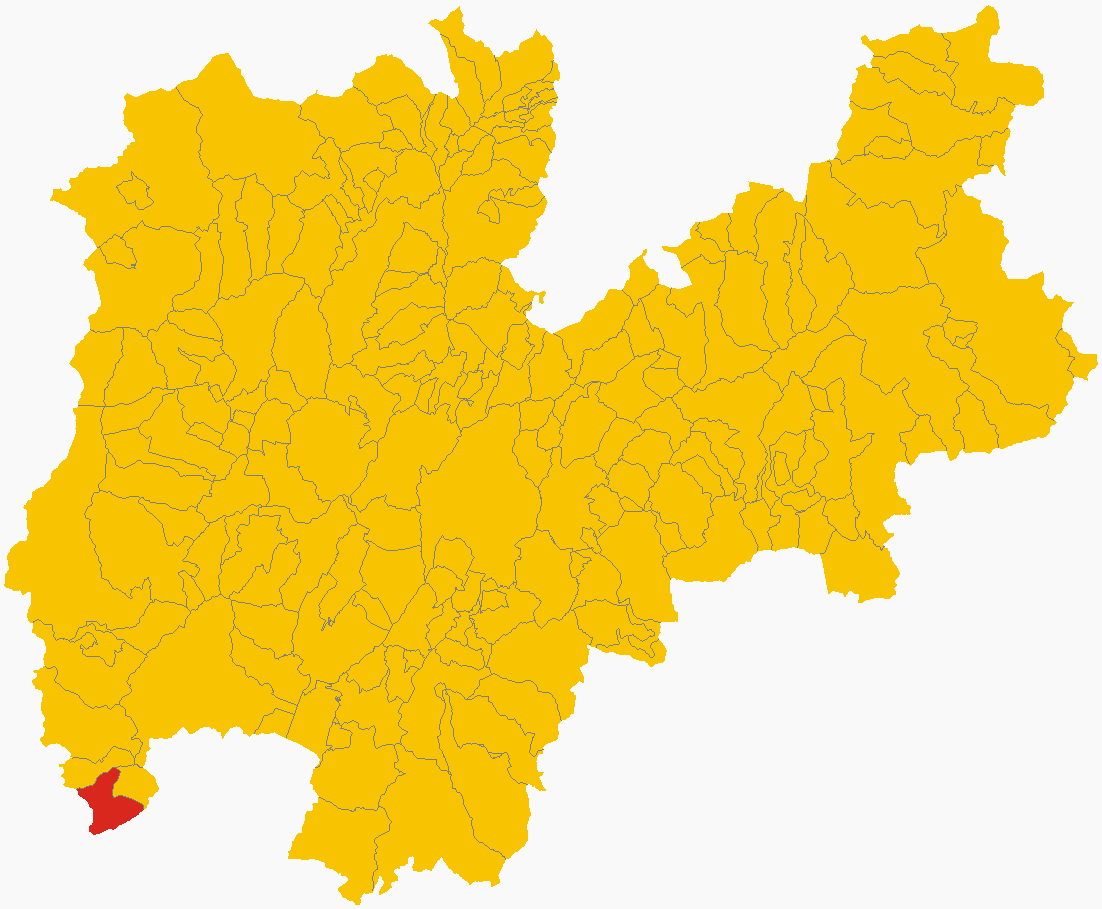
Eventuale posizione del comune di Valvestino nella Provincia autonoma di Trento

Fino al 1918 i sei comuni della Val Vestino facevano parte del Trentino e, quindi, dell'Impero austro-ungarico. La condivisione storico-culturale con Trento fu documentata, nel 1909, anche dal geografo e patriota Cesare Battisti che nella sua "Guida alle Giudicarie" descrivendo la Val Vestino, appena visitata, scrisse: "Allorché nel 1866 si venne alla delimitazione dei confini fra Austria e Italia la prima lasciò a questi paesi il diritto di opzione. Ed essi, sperando di aver presto delle comunicazioni stradali, che a tutt'oggi non furono ancora costruite dichiararono fedeltà al governo austriaco".
Nel 1929 i comuni di Armo, Bollone, Magasa, Moerna e Persone vennero aggregati al comune di Turano il quale cambiò denominazione in Valvestino nel 1932. Due anni dopo, nel 1934, il comune fu aggregato alla provincia di Brescia.
Nel 1948 il comune di Valvestino chiedeva inutilmente la riannessione alla provincia trentina. Difatti il 13 dicembre il consigliere regionale Remo Defant in occasione della prima seduta del Consiglio regionale del Trentino-Alto Adige, ricordava, in un suo intervento all'assemblea, che vi erano popolazioni fuori dal territorio trentino che avevano espresso, in numerosissime riunioni pubbliche, il desiderio di essere riannesse alla regione. Queste erano rappresentate dai comuni di Cortina d'Ampezzo, Livinallongo del Col di Lana e Colle Santa Lucia (in Provincia di Belluno), Casotto (allora parte del comune di Valdastico, a cui era stato arbitrariamente unito nel 1940) e Pedemonte in Provincia di Vicenza e i lombardi Valvestino assieme al comune di Magasa che era stato ricostituito nel 1947.
Nel 2005 i comuni di Magasa e Valvestino aderivano all'Associazione dei comuni confinanti al fine di sensibilizzare le autorità regionali lombarde sui problemi economici dei piccoli comuni montani.
Di riflesso, sempre nell'agosto dello stesso anno, sorgeva a Magasa un comitato spontaneo di cittadini, denominato "Torniamo in Trentino" e il 29 settembre il consiglio comunale attribuiva il mandato al sindaco Ermes Venturini d'indire un referendum, previa verifica dei presupposti giuridici e storici, in cui la popolazione si pronunciasse sulla richiesta d'aggregazione al Trentino. Nel mese di ottobre sorgeva pure nel comune di Valvestino un comitato con lo scopo di raccogliere il consenso tra la popolazione residente per un referendum sull'aggregazione.
Nel maggio 2008 la Presidenza del Consiglio dei ministri fissava al 21 settembre la data per l'indizione del referendum popolare consultivo riguardante l'aggregazione alla Provincia autonoma di Trento, nel quale la popolazione dei due comuni si esprimeva a maggioranza assoluta a favore.
Il 18 maggio 2010 il Consiglio regionale del Trentino-Alto Adige approvava quasi all'unanimità dei votanti una mozione per l'aggregazione alla Regione dei comuni di Magasa, Valvestino e Pedemonte attivando la Giunta per "sollecitare nelle sedi competenti, il tempestivo e positivo esame dei Disegni di legge costituzionale" depositati in Parlamento e il 14 aprile 2015 il Consiglio regionale della Lombardia si esprimeva approvando la mozione che esprimeva parere favorevole al passaggio al Trentino dei due comuni.
Numerose proposte di legge costituzionale i sono state presentate nella XVI XVII e XVIII legislatura riguardanti il distacco di Pedemonte, Magasa e Valvestino e l'aggregazione al Trentino-Alto Adige. Queste non sono però state discusse ed approvate dal Parlamento italiano rimanendo all'esame delle commissioni affari costituzionali della rispettiva camera e sono decadute ad ogni fine legislatura.
Nel 2024 è stato annunciata la riapertura dell'iter per il passaggio dei due comuni bresciani. Le difficoltà maggiori per il passaggio dei due comuni riscontrati però riguardano la viabilità mancando infatti un collegamento diretto tra i due comuni e la valle del Chiese.

### Gli altri comuni bellunesi
Tra il 2012 e il 2013 nuove iniziative per la raccolta di firme a favore dell'indizione di referendum per il distacco-aggregazione alla regione Trentino-Alto Adige si sono svolte in numerosi comuni della Provincia di Belluno confinanti con il Trentino o l'Alto Adige.
Nel febbraio 2013 si svolsero referendum per l'aggregazione nei comuni di Arsiè, Canale d'Agordo, Cesiomaggiore, Falcade, Feltre, Gosaldo e Rocca Pietore. In tutti i referendum popolari i voti per il Sì hanno superato di molto la maggioranza dei voti espressi ma in nessuna delle consultazioni è stato raggiunto il richiesto quorum del 50% degli aventi diritto. Feltre è il comune con più popolazione in cui si è svolto un referendum per l'aggregazione al Trentino-Alto Adige (20.663 residenti nel 2013). Un tentativo invece di fusione dei due comuni di Canale d'Agordo e Falcade nell'eventuale nuovo comune di Valle del Biois fu svolto con un referendum nel dicembre 2017 il quale però venne respinto con il 56,2% di voti contrari alla fusione.
Il comune di Taibon Agordino ha invece votato con esito positivo al distacco-aggregazione nell'aprile 2013 avendo raggiunto la maggioranza assoluta dei Sì sul totale degli elettori.
Anche Comelico Superiore (nel marzo 2014) Auronzo di Cadore e Voltago Agordino (nell'agosto 2014) hanno votato il distacco-aggregazione. Solo a Voltago Agordino è stato raggiunto il quorum richiesto per la consultazione e quindi si è favorevolmente votata la richiesta di aggregazione al Trentino-Alto Adige. 
Voltago Agordino aveva inizialmente fatto domanda di referendum insieme a Rivamonte Agordino ma la domanda era stata bocciata per un vizio di forma, la richiesta era stata così ripresentata a fine novembre 2013, questa volta senza Rivamonte Agordino.
In altri comuni non confinanti direttamente con la regione Trentino-Alto Adige si sono inoltre svolte raccolte firme sull'indizione di referendum per il distacco-aggregazione oppure di appoggio ai comuni referendari. La possibilità per i comuni non confinanti riguardo al distacco era rappresentata dal collegamento del loro referendum a quello di uno dei comuni confinanti rendendoli ad esito unificato. I comuni in cui ci furono movimenti referendari in questo senso sono stati Vallada Agordina, Cencenighe Agordino, Rivamonte Agordino, Lozzo di Cadore, San Vito di Cadore, Agordo, Borca di Cadore, Vodo di Cadore e Danta di Cadore.
Significativo è inoltre il tentativo, oltre a quelli dei comuni confinanti, anche della Provincia di Belluno per il passaggio di regione. La richiesta di indizione di referendum per aggregazione al Trentino-Alto Adige, deliberata dal Consiglio provinciale di Belluno l’11 gennaio 2011, è stata però dichiarata inammissibile dall’ufficio centrale per il referendum con ordinanza 31 marzo-11 aprile 2011; l’inammissibilità è stata giustificata in ragione della struttura della Regione Trentino-Alto Adige che, in forza dell’art. 116, comma 2, Cost., si compone delle due province autonome di Trento e Bolzano.
Anche il Consiglio provinciale della Provincia di Rovigo ha deliberato sull'aggregazione al Trentino Alto Adige l’11 aprile 2007 ma l'atto è stato adottato come provocazione politica e non ha avuto esiti.

### Le reazioni politiche
A seguito dei referendum di Cortina d'Ampezzo, Livinallongo e Colle Santa Lucia, il 25 ottobre 2007, Giancarlo Galan, allora presidente del Veneto, si dichiarò contrario a tale scelta reputandola inutile ed umiliante, accusando Luis Durnwalder, presidente della Provincia autonoma di Bolzano, di voler destabilizzare il territorio veneto mettendo così in crisi l'accordo De Gasperi-Gruber, fra Italia e Austria, sottoscritto a Parigi nel 1946. Ampezzo era entrato a far parte dei domini degli Asburgo nel 1511 a seguito della Guerra della Lega di Cambrai, e pochi anni dopo - dal 1531 - era stato unito alla Contea del Tirolo. Livinallongo e Colle Santa Lucia avevano fatto parte del Principato vescovile di Bressanone sino alla sua soppressione nel 1806, ed erano stato in seguito aggregati alla Contea del Tirolo. Con l'istituzione della provincia di Trento nel 1923, i tre comuni accorpati alla Provincia di Belluno.
Da parte del Presidente della Lombardia, all'epoca Roberto Formigoni, e di alcuni esponenti politici, è stata manifestata invece la disponibilità formale nella concessione del parere favorevole al distacco di Magasa e Valvestino, mentre i rappresentanti dei due partiti politici regionali autonomistici storici della Regione, il Partito Autonomista Trentino Tirolese (PATT) e la Südtiroler Volkspartei (SVP), nell'agosto 2007, preso atto delle varie richieste di aggregazione dei comuni veneti e lombardi, rilanciavano l'idea della costituzione del "Tirolo storico autonomo" accettando così formalmente una possibile riaggregazione al Trentino-Alto Adige dei soli 6 comuni appartenenti alla regione storica del Tirolo.
A livello nazionale, Daniele Molgora, nel 2008 sottosegretario di governo della Lega Nord al Ministero dell'Economia e delle Finanze, ha espresso il suo parere sul referendum di Magasa e Valvestino affermando che: "Quando il popolo si esprime democraticamente si deve sostenere la sua scelta"

### Il Fondo Comuni Confinanti
La questione dei comuni confinanti la regione Trentino-Alto Adige è rimasta aperta.
I comuni confinanti non smisero di protestare, sino a quando con la legge finanziaria per il 2010 vennero stanziati 80.000.000 di euro per l'anno 2010 e successivi, ma in effetti solo 50.000.000 di euro per l'anno 2011, messi a disposizione per metà ciascuna dalle Province autonome di Trento e di Bolzano, per costituire un "Fondo di perequazione e solidarietà per i territori dei comuni appartenenti alle province di Regioni a statuto ordinario confinanti con le province di Trento e Bolzano". Con il Decreto del Presidente del Consiglio dei Ministri del 14 gennaio 2011 vennero chiariti i criteri di riparto dei fondi tra i 50 comuni di confine (42 con il Trentino e 8 con l'Alto-Adige) e con tutti i numerosi comuni confinanti con questi (cioè i confinanti dei confinanti), in base a valutazioni dei progetti di opere pubbliche (anche sovracomunali) da presentarsi dai comuni all'Organismo di Indirizzo (ODI), presieduto dall'onorevole Aldo Brancher, ed a valere unitariamente sui fondi stanziati per gli anni 2010 e 2011. L'ODI in effetti circa un anno dopo la pubblicazione del DPCM attribuì circa 120.000.000 di euro ad alcuni tra i pochi progetti presentati, gravando il fondo di quasi 4.000.000 di euro per spese per il funzionamento dell'ODI e la valutazione dei progetti e lasciando per future spese la piccola differenza rimasta. La comunicazione di tale riparto portò altra insoddisfazione, ritenendosi che erano state distribuite delle briciole rispetto alla differenza con il pingue finanziamento delle autonomie speciali.
Per rispondere alle istanze dei comuni confinanti il Fondo Odi è stato sostituito con il Fondo Comuni Confinanti nel 2010 da parte delle Province autonome di Trento e Bolzano in accordo con il Ministero dell'economia e delle finanze e le Regioni di Lombardia e Veneto. Il Fondo è uno strumento per la promozione di uno sviluppo più equilibrato ed armonico nelle aree di confine regionale. Ha una dotazione annua di 80 milioni di euro erogata dalle Province autonome.
Si tratta complessivamente di 48 comuni, 42 dei quali confinano con il Trentino e 6 con l’Alto Adige appartenenti alle province di Sondrio, Brescia, Verona, Vicenza e Belluno.
Dalla sua creazione al 2019 le due Province autonome hanno versato complessivamente nel Fondo 720 milioni di euro. ll comitato paritetico per la gestione delle risorse finanziarie del fondo è composto dai presidenti della regione Lombardia, Veneto, dal Ministro per gli affari regionali e le autonomie, dai presidenti delle province autonome di Trento e Bolzano oppure dai delegati delle rispettive cariche. Membri sono anche i presidenti della provincia di Belluno e Sondrio. Partecipano senza diritto di voto anche tre rappresentanti dei 48 sindaci partecipanti al fondo.

### Sviluppi successivi
Dal 2014 non sono stati svolti ulteriori referendum sull'aggregazione alla regione da parte di comuni confinanti. Le richieste di aprire l'iter per l'aggregazione da parte dei comuni della Ladinia bellunese, di Magasa e di Valvestino sono state però reiterate nel corso degli anni e hanno trovato supporto da parte delle due Province autonome.
Prospettive ulteriori di collaborazione tra questi comuni e la regione Trentino-Alto Adige si sono aperte con riguardo alla loro partecipazione, in forme limitate, al Dreier Landtag e all'Euregio Tirolo-Alto Adige-Trentino.

## Comuni interessati

Esiti dei referendum territoriali per l'aggregazione di comuni al Trentino-Alto Adige dal 2005

### Lombardia
- Referendum per l'aggregazione alla Provincia autonoma di Trento: Valvestino e Magasa (2008).

### Veneto
- Referendum per l'aggregazione alla Provincia autonoma di Trento: Lamon (2005), Sovramonte (2006), Altopiano di Asiago[N 5](2007), Pedemonte (2008), Arsiè, Canale d'Agordo, Cesiomaggiore, Falcade, Feltre, Gosaldo, Rocca Pietore, Taibon Agordino (2013) e Voltago Agordino (2014).
- Referendum per l'aggregazione alla Provincia autonoma di Bolzano: Ladinia[N 6] (2007), Comelico Superiore e Auronzo di Cadore (2014).

## Esiti referendum
La tabella riepiloga i referendum a norma dell'art. 132 Cost. tenuti dal 2005.
| Data                 | Comune o territorio | Distacco  | Aggregazione             | Elettori | Sì     | %      | Esito |
| -------------------- | ------------------- | --------- | ------------------------ | -------- | ------ | ------ | ----- |
| 30-31 ottobre 2005   | Lamon               | Veneto    | Trentino-Alto Adige (TN) | 4 151    | 2 377  | 57,26% | Sì    |
| 8-9 ottobre 2006     | Sovramonte          | Veneto    | Trentino-Alto Adige (TN) | 1 925    | 1 246  | 64,73% | Sì    |
| 6-7 maggio 2007      | Altopiano di Asiago | Veneto    | Trentino-Alto Adige (TN) | 20 864   | 12 404 | 59,45% | Sì    |
| 28-29 ottobre 2007   | Ladinia             | Veneto    | Trentino-Alto Adige (BZ) | 6 828    | 3 533  | 56,34% | Sì    |
| 9-10 marzo 2008      | Pedemonte           | Veneto    | Trentino-Alto Adige (TN) | 811      | 414    | 51,05% | Sì    |
| 21-22 settembre 2008 | Magasa              | Lombardia | Trentino-Alto Adige (TN) | 174      | 99     | 56,90% | Sì    |
| 21-22 settembre 2008 | Valvestino          | Lombardia | Trentino-Alto Adige (TN) | 241      | 126    | 52,28% | Sì    |
| 10-11 febbraio 2013  | Arsiè               | Veneto    | Trentino-Alto Adige (TN) | 3 732    | 1 197  | 32,07% | No    |
| 10-11 febbraio 2013  | Canale d'Agordo     | Veneto    | Trentino-Alto Adige (TN) | 1 219    | 515    | 42,25% | No    |
| 10-11 febbraio 2013  | Cesiomaggiore       | Veneto    | Trentino-Alto Adige (TN) | 4 666    | 1 542  | 33,05% | No    |
| 10-11 febbraio 2013  | Falcade             | Veneto    | Trentino-Alto Adige (TN) | 2 128    | 917    | 43,09% | No    |
| 10-11 febbraio 2013  | Feltre              | Veneto    | Trentino-Alto Adige (TN) | 18 843   | 5 682  | 30,15% | No    |
| 10-11 febbraio 2013  | Gosaldo             | Veneto    | Trentino-Alto Adige (TN) | 942      | 403    | 42,78% | No    |
| 10-11 febbraio 2013  | Rocca Pietore       | Veneto    | Trentino-Alto Adige (TN) | 1 365    | 628    | 46,01% | No    |
| 21-22 aprile 2013    | Taibon Agordino     | Veneto    | Trentino-Alto Adige (TN) | 1 806    | 944    | 52,27% | Sì    |
| 30 marzo 2014        | Comelico Superiore  | Veneto    | Trentino-Alto Adige (BZ) | 2 416    | 844    | 34,93% | No    |
| 31 agosto 2014       | Auronzo di Cadore   | Veneto    | Trentino-Alto Adige (BZ) | 3 114    | 1 112  | 35,71% | No    |
| 31 agosto 2014       | Voltago Agordino    | Veneto    | Trentino-Alto Adige (TN) | 972      | 510    | 52,47% | Sì    |

### Esplicative
1. ↑  Con "questi paesi" Cesare Battisti si riferisce agli ex comuni di Armo, Bollone, Magasa, Moerna, Persone e Turano.
2. ↑  Sempre in quella seduta il presidente della regione di allora, il dottor Luigi Menapace, assicurava il consigliere Defant, che la questione era nel pensiero di tutti i consiglieri ed appena le circostanze favorevoli lo avessero permesso si sarebbe passati "dalla forma alla sostanza" appoggiando disinteressatamente tutte le richieste presentate in proposito
3. ↑  Per "Tirolo storico autonomo" s'intende l'antico territorio tirolese che comprendeva oltre agli attuali comuni trentini e altoatesini anche Valvestino, Magasa, Pedemonte, Cortina d'Ampezzo, Livinallongo e Colle Santa Lucia che furono aggregati arbitrariamente dall'amministrazione fascista ad altre regioni.
4. ↑  Decreto del Presidente del Consiglio dei ministri della Repubblica Italiana 14 gennaio 2011, in materia di "Modalità di riparto dei fondi per lo sviluppo dei comuni siti nelle regioni Veneto e Lombardia confinanti con le provincie autonome di Trento e Bolzano.", pubblicato nella Gazzetta Ufficiale n. 66 del 22 marzo 2011.
5. ↑  Comuni di Asiago, Conco, Enego, Foza, Gallio, Lusiana, Roana e Rotzo.
6. ↑  Comuni di Cortina d'Ampezzo, Livinallongo del Col di Lana e Colle Santa Lucia.
7. ↑  Referendum a esito unificato. Asiago (Sì 65,73%), Conco (Sì 55,64%), Enego (Sì 43,24%), Foza (Sì 53,94%), Gallio (Sì 66,89%), Lusiana (Sì 57,28%), Roana (Sì 60,12%) e Rotzo (Sì 65,74%).
8. ↑  Referendum a esito unificato. Cortina d'Ampezzo (Sì 53,71%), Livinallongo del Col di Lana (Sì 67,59%) e Colle Santa Lucia (Sì 55,83%).

### Bibliografiche
1. ↑  Magda Biglia, La fuga in massa frenata dalla Regione, articolo del quotidiano "Il Resto del Carlino" del 14 giugno 2008
2. ↑  Articolo del quotidiano Corriere della Sera del 18 dicembre 2008
3. ↑   Cresce la voglia di Trentino Alto Adige, Quorum raggiunto a Cortina d'Ampezzo, su repubblica.it. URL consultato il 23 giugno 2015.
4. ↑  I bresciani di Magasa vogliono Trento, articolo del quotidiano L'Adige del 16 settembre 2007.
5. ↑  Beatrice Raspa, Valanga di voti anti-Lombardia, articolo del quotidiano Libero del 23 settembre 2008.
6. ↑  Mario Pari, Ritorno a Trento, senza nessun rimpianto, articolo del quotidiano Il Giorno del 23 settembre 2008.
7. ↑   Il referendum per il passaggio al Trentino. Il flop ad Auronzo, boom di sì a Voltago, su corrieredelveneto.corriere.it, Corriere del Veneto, 1º settembre 2014. URL consultato il 27 maggio 2015.
8. ↑   Legge 25 maggio 1970, n. 352, su www.normattiva.it. URL consultato il 1º luglio 2024.
9. ↑   Legge 25 maggio 1970, n. 352, su www.normattiva.it. URL consultato il 1º luglio 2024.
10. ↑   Redazione ABM, Rapporto Italiani nel Mondo 2022. I dati della provincia di Belluno, su ABM. URL consultato il 1º luglio 2024.
11. ↑   Camera dei deputati Dossier AC0173, su documenti.camera.it. URL consultato il 29 giugno 2024.
12. ↑  Lavori Consiglio: no all'aggregazione di Lamon, 06.12.2006.
13. ↑  Lamon. No della Regione, Alto Adige, 17 gennaio 2007.
14. ↑   Marco de’ Francesco, Lamon al Trentino, la Camera dice no «Hanno fatto tutto per fermarci», su Corriere del Veneto. URL consultato il 29 giugno 2024.
15. ↑   Camera dei deputati Dossier AC0187, su documenti.camera.it. URL consultato il 1º luglio 2024.
16. ↑  Ad Asiago plebiscito di «sì» nel referendum per il distacco dal Veneto: 94% - Il Sole 24 ORE
17. ↑  Lavori Consiglio: No ad Asiago, delibera del 07.11.2007. Dal sito ufficiale del Consiglio della Provincia Autonoma di Bolzano. Secondo il parere di Walter Baumgartner, rappresentante del partito di maggioranza tedesco - SVP -, «in assenza di una motivazione storica non è possibile un'aggregazione».
18. ↑   Popolazione Asiago (2001-2022) Grafici su dati ISTAT, su Tuttitalia.it. URL consultato il 29 giugno 2024.
19. ↑   Il nuovo Comune di Lusiana Conco (VI), su Tuttitalia.it. URL consultato il 18 ottobre 2024.
20. ↑   Regio decreto 21 gennaio 1923, n. 93, su www.normattiva.it. URL consultato il 23 agosto 2024.
21. ↑   Referendum Cortina, trionfo dei "sì" superato il quorum nei tre Comuni - cronaca - Repubblica.it, su repubblica.it. URL consultato il 23 giugno 2015.
22. 1 2   Sogno Alto Adige a 15 anni dal referendum: «Noi non molliamo, torniamo alla carica col nuovo governo»», su www.ilgazzettino.it, 27 ottobre 2022. URL consultato il 29 giugno 2024.
23. ↑   Comune di Pedemonte, Storia del Comune, su Comune di Pedemonte, 2 febbraio 2020. URL consultato il 1º luglio 2024.
24. ↑   Legge regionale 31 maggio 1980, n. 81, su www.consiglioveneto.it. URL consultato il 23 agosto 2024.
25. ↑  Pedemonte sogna il Trentino, La voce del Nordest, 16.08.2008
26. 1 2  Cristian Zurlo, Comuni veneti in Trentino, il confronto in Regione, articolo del quotidiano online "La voce del NordEst.it", 19 maggio 2010.
27. ↑   T.G.R. Trento, "Lombardia e Veneto? No, vogliamo tornare in Trentino", su RaiNews, 9 aprile 2024. URL consultato il 1º luglio 2024.
28. ↑  Battisti, p. xx.
29. ↑   Regio decreto 31 dicembre 1928, n. 3304, su www.normattiva.it. URL consultato il 23 agosto 2024.
30. ↑   Regio decreto-legge 15 marzo 1934, n. 586, su www.normattiva.it. URL consultato il 23 agosto 2024.
31. ↑  Atti della seduta del Consiglio della regione Trentino Alto Adige del 13 dicembre 1948.
32. ↑   Decreto legislativo del capo provvisorio dello Stato 20 agosto 1947, n. 965, su www.normattiva.it. URL consultato il 23 agosto 2024.
33. ↑   Giudicarie.com, Valvestino e Magasa verso il Trentino. Strappato il sì del Consiglio regionale della Lombardia, su News Giudicarie. URL consultato il 29 giugno 2024.
34. ↑  "Comunicato della Corte Suprema di Cassazione"
35. ↑  Testo del decreto del Presidente della Repubblica del giugno 2008 per il referendum.
36. ↑  Bruno Festa, Passaggio al Trentino? Via libera al referendum, articolo del quotidiano "Bresciaoggi" del 14 giugno 2008; Magda Biglia, Provincia di Brescia addio: due comuni al referendum per tornare sotto Trento, articolo del quotidiano "Il Resto del Carlino" del 14 giugno 2008; Magda Biglia, La fuga in massa frenata dalla Regione, articolo del quotidiano "Il Resto del Carlino" del 14 giugno 2008.
37. ↑  Articolo del Corriere della Sera del 14 giugno 2008
38. ↑  Simone Bottura, Valvestino e Magasa hanno scelto il Trentino, articolo del Giornale di Brescia del 23 settembre 2008
39. ↑  Valvestino e Magasa verso il Trentino, articolo online di "GardaPost.It del 15 aprile 2015.
40. ↑   Parlamento Italiano - Disegno di legge S. 1661 - 16ª Legislatura, su www.senato.it. URL consultato il 1º luglio 2024.
41. ↑   Comuni limitrofi al Trentino Panizza: ricostruire unità storica - Territori | l'Adige.it, su l'Adige, 20 aprile 2013. URL consultato il 1º luglio 2024.
42. ↑   XVIII Legislatura - Lavori - Progetti di legge - Scheda del progetto di legge, su www.camera.it. URL consultato il 1º luglio 2024.
43. ↑   Riaperto l'iter per l'aggregazione dei comuni di Magasa e Valvestino in Trentino, su Trentino TV. URL consultato il 29 giugno 2024.
44. 1 2 3   Marco de’ Francesco, Voto secessionista, anche Feltre dice sì Raccolte le firme per il referendum, su Corriere del Veneto. URL consultato il 1º luglio 2024.
45. ↑   Referendum sul passaggio al Trentino, nessuno ce l'ha fatta, su Corriere delle Alpi, 12 febbraio 2013. URL consultato il 1º luglio 2024.
46. ↑   Popolazione Feltre (2001-2022) Grafici su dati ISTAT, su Tuttitalia.it. URL consultato il 27 luglio 2024.
47. ↑   Canale d’Agordo e Falcade dicono no alla fusione, su Corriere delle Alpi, 18 dicembre 2017. URL consultato il 21 giugno 2025.
48. ↑   A Taibon passa il referendum un flop a Pieve di Cadore, su Corriere delle Alpi, 23 aprile 2013. URL consultato il 1º luglio 2024.
49. ↑   Referendum, ora è il turno di Auronzo, su Corriere delle Alpi, 19 gennaio 2014. URL consultato il 15 giugno 2025.
50. ↑   Antenna Tre, Si riaccende lo spirito referendario, 19 dicembre 2013. URL consultato il 1º luglio 2024.
51. ↑   SALTO, Belluno: la fuga dei comuni. Trentino Alto Adige Südtirol come terra promessa. | SALTO, su salto.bz. URL consultato il 1º luglio 2024.
52. ↑   Tutta la Conca vuole passare al Trentino, su Corriere delle Alpi, 20 ottobre 2012. URL consultato il 1º luglio 2024.
53. ↑   Distacco dalla regione Veneto del comune di Taibon Agordino e sua aggregazione alla regione Trentino Alto Adige/Südtirol. (PDF), su consiglio.provincia.tn.it. URL consultato il 15 giugno 2025.
54. 1 2   Il referendum per il distacco dal Piemonte della provincia del VCO, su Piemonte Autonomie, 30 ottobre 2018. URL consultato il 1º luglio 2024.
55. ↑  Articolo del quotidiano Alto Adige del 25 ottobre 2007 Archiviato il 30 dicembre 2007 in Internet Archive.
56. ↑  Servizio televisivo del Tg3 Lombardia del 23 settembre 2008.
57. ↑  Simone Bottura, Valvestino e Magasa hanno scelto il Trentino, articolo del Giornale di Brescia del 23 settembre 2008.
58. ↑  
Mattia Frizzera, Patt e Svp lanciano il Tirolo storico, articolo del quotidiano L'Adige del 30 agosto 2007.
59. ↑  Sergio Botta, Una pioggia di denaro per arrestare le "fughe", articolo del quotidiano Bresciaoggi del 27 settembre 2008
60. ↑  Legge 23 dicembre 2009, n. 191, in materia di "Disposizioni per la formazione del bilancio annuale e pluriennale dello Stato"
61. ↑   Fondo comuni confinanti: anche interventi "di sistema" per favorire lo sviluppo dei territori montani, su Ufficio Stampa Provincia Autonoma di Trento. URL consultato il 29 giugno 2024.
62. 1 2   Fondo comuni confinanti, Olimpiadi opportunità per il territorio, su news.provincia.bz.it. URL consultato il 29 giugno 2024.
63. ↑   Comitato paritetico per la gestione dell'Intesa per il FCC, su fondocomuniconfinanti.it. URL consultato il 18 agosto 2024.
64. ↑   L'assessore Marchiori ha incontrato i sindaci di Pedemonte, Magasa e Valvestino, su Ufficio Stampa Provincia Autonoma di Trento. URL consultato il 29 giugno 2024.
65. ↑   Invito per Pedemonte, Magasa e Valvestino, su Consiglio della Provincia Autonoma di Trento. URL consultato il 29 giugno 2024.
66. ↑  (IT, DE, LLD, EN) Consiglio dei Comuni dell'Euregio, su Europaregion, 27 luglio 2024. URL consultato il 27 luglio 2024.
67. ↑  Unione Comuni italiani per cambiare Regione, risultati Archiviato il 18 ottobre 2016 in Internet Archive. dei referendum a norma dell'art. 132 Cost. dal 2005.